# Coupe d'Algérie de basket-ball 1986-1987
Navigation
Coupe d'Algérie 1985-1986 Coupe d'Algérie 1987-1988
La Coupe d'Algérie 1986-1987 est la 18e édition de la Coupe d'Algérie de basket-ball, compétition à élimination directe mettant aux prises des clubs de basket-ball amateurs et professionnels affiliés à la fédération algérienne de basket-ball.

## Trente-deuxièmes de finale
| #  | Date | Club 1                                  | Résultat | Club 2 | Lieu |
| -- | ---- | --------------------------------------- | -------- | ------ | ---- |
| 1  | 1987 | SR Annaba                               | -        | n.c    | à    |
| 2  | 1987 | Darak El-Watani                         | -        | n.c    | à    |
| 3  | 1987 | USK Alger                               | -        | n.c    | à    |
| 4  | 1987 | WO Boufarik                             | -        | n.c    | à    |
| 5  | 1987 | Nadi Ittihad Al-arwika Djazairia (NIAD) | -        | n.c    | à    |
| 6  | 1987 | MO Constantine                          | -        | n.c    | à    |
| 7  | 1987 | IR Binaa Alger                          | -        | n.c    | à    |
| 8  | 1987 | DRB Staouéli                            | -        | n.c    | à    |
| 9  | 1987 | MP Alger                                | -        | n.c    | à    |
| 10 | 1987 | USM Blida                               | -        | n.c    | à    |
| 11 | 1987 | NRB Tizi-Ouzou                          | -        | n.c    | a    |
| 12 | 1987 | Itihad Djamiat Batna                    | -        | n.c    | à    |
| 13 | 1987 | MB Skikda                               | -        | n.c    | à    |
| 14 | 1987 | CRB Témouchent                          | -        | n.c    | à    |
| 15 | 1987 | MP Oran                                 | -        | n.c    | à    |
| 16 | 1987 | OM Arzew                                | -        | n.c    | à    |
| 17 | 1987 | MA Hussein Dey                          | -        | n.c    | à    |
| 18 | 1987 | n.c                                     | -        | n.c    | à    |
| 19 | 1987 | n.c                                     | -        | n.c    | à    |
| 20 | 1987 | n.c                                     | -        | n.c    | à    |
| 21 | 1987 | n.c                                     | -        | n.c    | à    |
| 22 | 1987 | n.c                                     | -        | n.c    | à    |
| 23 | 1987 | n.c                                     | -        | n.c    | à    |
| 24 | 1987 | n.c                                     | -        | n.c    | à    |
| 25 | 1987 | n.c                                     | -        | n.c    | à    |
| 26 | 1987 | n.c                                     | -        | n.c    | à    |
| 27 | 1987 | n.c                                     | -        | n.c    | à    |
| 28 | 1987 | n.c                                     | -        | n.c    | à    |
| 29 | 1987 | n.c                                     | -        | n.c    | à    |
| 30 | 1987 | n.c                                     | -        | n.c    | à    |
| 31 | 1987 | n.c                                     | -        | n.c    | à    |
| 32 | 1987 | n.c                                     | -        | n.c    | à    |

## Seizièmes de finale
| #  | Date | Club 1                                  | Résultat | Club 2         | Lieu |
| -- | ---- | --------------------------------------- | -------- | -------------- | ---- |
| 1  | 1987 | SR Annaba                               | -        | n.c            | à    |
| 2  | 1987 | Darak El-Watani                         | -        | MA Hussein Dey | à    |
| 3  | 1987 | USK Alger                               | -        | n.c            | à    |
| 4  | 1987 | WO Boufarik                             | -        | n.c            | à    |
| 5  | 1987 | Nadi Ittihad Al-arwika Djazairia (NIAD) | -        | n.c            | à    |
| 6  | 1987 | MO Constantine                          | -        | n.c            | à    |
| 7  | 1987 | IR Binaa Alger                          | -        | n.c            | à    |
| 8  | 1987 | DRB Staouéli                            | -        | n.c            | à    |
| 9  | 1987 | MP Alger                                | -        | n.c            | à    |
| 10 | 1987 | USM Blida                               | -        | n.c            | à    |
| 11 | 1987 | NRB Tizi-Ouzou                          | -        | n.c            | a    |
| 12 | 1987 | Itihad Djamiat Batna                    | -        | n.c            | à    |
| 13 | 1987 | MB Skikda                               | -        | n.c            | à    |
| 14 | 1987 | CRB Témouchent                          | -        | n.c            | à    |
| 15 | 1987 | MP Oran                                 | -        | n.c            | à    |
| 16 | 1987 | OM Arzew                                | -        | n.c            | à    |

## Huitièmes de finale
| # | Date                              | Club 1                                 | Résultat               | Club 2               | Lieu                             |
| - | --------------------------------- | -------------------------------------- | ---------------------- | -------------------- | -------------------------------- |
| 1 | jeudi 19 mars 1987 et vendredi 20 | SR Annaba                              | 79-75 (mi-temps 37-35) | MP Alger             | à la salle 8 mai 1945 à Sétif    |
| 2 | jeudi 19 mars 1987 et vendredi 20 | Darak El-Watani                        | 62-48                  | USM Blida            | à                                |
| 3 | jeudi 19 mars 1987 et vendredi 20 | USM Alger                              | 81-38 (mi-temps 41-17) | NRB Tizi-Ouzou       | au stade said bourouba de bouira |
| 4 | jeudi 19 mars 1987 et vendredi 20 | WO Boufarik                            | 106-60                 | Itihad Djamiat Batna | à                                |
| 5 | jeudi 19 mars 1987 et vendredi 20 | Nadi Ittihad Alarwika Djazairia (NIAD) | 82-48                  | MB Skikda            | à                                |
| 6 | jeudi 19 mars 1987 et vendredi 20 | MO Constantine                         | 79-73                  | CRB Témouchent       | à                                |
| 7 | jeudi 19 mars 1987 et vendredi 20 | IR Binaa Alger                         | 84-74                  | MC Oran              | à                                |
| 8 | jeudi 19 mars 1987 et vendredi 20 | DRB Staoueli                           | 82-62                  | OM Arzew             | à                                |

## Quarts de finale
| # | Date | Club 1                                 | Résultat | Club 2 | Lieu |
| - | ---- | -------------------------------------- | -------- | ------ | ---- |
| 1 | 1987 | WA Boufarik                            | -        | ...    | à    |
| 2 | 1987 | IR Binaa Alger                         | -        | ...    | à    |
| 3 | 1987 | Nadi Ittihad Alarwika Djazairia (NIAD) | -        | ...    | à    |
| 4 | 1987 | USK Alger                              | -        | ...    | à    |

## Demi-finales
| # | Date                                    | Club 1                                 | Résultat               | Club 2         | Lieu                                         |
| - | --------------------------------------- | -------------------------------------- | ---------------------- | -------------- | -------------------------------------------- |
| 1 | jeudi 14 mai 1987 (16 Ramadan 1407 Hij) | WA Boufarik                            | 81-75 (mi-temps 35-41) | IR Binaa Alger | à la salle Harcha Hassen (affluence record)  |
| 2 | jeudi 14 mai 1987 (16 Ramadan 1407 Hij) | Nadi Ittihad Alarwika Djazairia (NIAD) | 73-71 (mi-temps 45-38) | USK Alger      | à la salle Harcha Hassen (affluence moyenne) |

## finale
- jeudi 25 juin 1987 / 27 chouwal 1407 hégire  a alger (salle harcha hacéne) WOBoufarik - NIAD alger (65 - 64)
*  WOBoufarik : oubelkacem , menassel , reggab , benmessai , yahia mohamed , seninet , ait saada , rezzik , benyabou , mehnaoui samir , oumezaouche , khali , chaabane , bouhadjar , * entraineurs : benamghar et davtian .                          *** NIAD ALGER : reguieg , sefta , faid , hadi , morsli , si chaib , khatib , ould yahia , graichi , sid ahmed el habib , khaies , * entraineur : benmesbah .